# Dacryodes glabra
Dacryodes glabra är en tvåhjärtbladig växtart som först beskrevs av Julian Alfred Steyermark, och fick sitt nu gällande namn av José Cuatrecasas. Dacryodes glabra ingår i släktet Dacryodes och familjen Burseraceae. Inga underarter finns listade i Catalogue of Life.